# Sukalki
El sukalki és un plat típic de la gastronomia basca que consisteix en un estofat de carn de vedella amb patates i altres verdures. En les celebracions culturals basques i festes majors, és costum de celebrar concursos de cuina on sovint el sukalki és la menja central. El concurs gastronòmic de Mungia, conegut com Sukalki Eguna, es celebra des de l'any 1964 i és un dels més importants.